# Bianca Hammett
Bianca Maree Hammett (* 12. September 1990 in Warrnambool, Victoria) ist eine ehemalige australische Synchronschwimmerin, die an den Olympischen Sommerspielen 2012 in London und 2016 in Rio de Janeiro teilnahm.

## Karriere

### Olympische Spiele
Bianca Hammett gehörte im Jahr 2012 in London bei den Olympischen Sommerspielen 2012 zum australischen Aufgebot im Mannschaftswettkampf. Zusammen mit ihren Mannschaftskameradinnen Eloise Amberger, Jenny-Lyn Anderson, Sarah Bombell, Olia Burtaev, Tamika Domrow, Tarren Otte, Frankie Owen und Samantha Reid absolvierte sie den olympischen Wettkampf am 10. August 2012 im London Aquatics Centre und belegte den 8. Platz von acht teilnehmenden Mannschaften mit einer Gesamtwertung von 154,930 Punkten.
Bei den Olympischen Sommerspielen 2016 in Rio de Janeiro gehörte Hammett zum zweiten Mal zum australischen Aufgebot im Mannschaftswettkampf. Zusammen mit ihren Mannschaftskameradinnen Danielle Kettlewell, Nikita Pablo, Emily Rogers, Cristina Sheehan, Rose Stackpole, Amie Thompson, Deborah Tsai und Hannah Cross absolvierte sie den olympischen Wettkampf am 18. und 19. August 2016 im Parque Aquático Maria Lenk und belegte den 8. Platz von acht teilnehmenden Mannschaften mit einer Gesamtwertung von 149,500 Punkten.

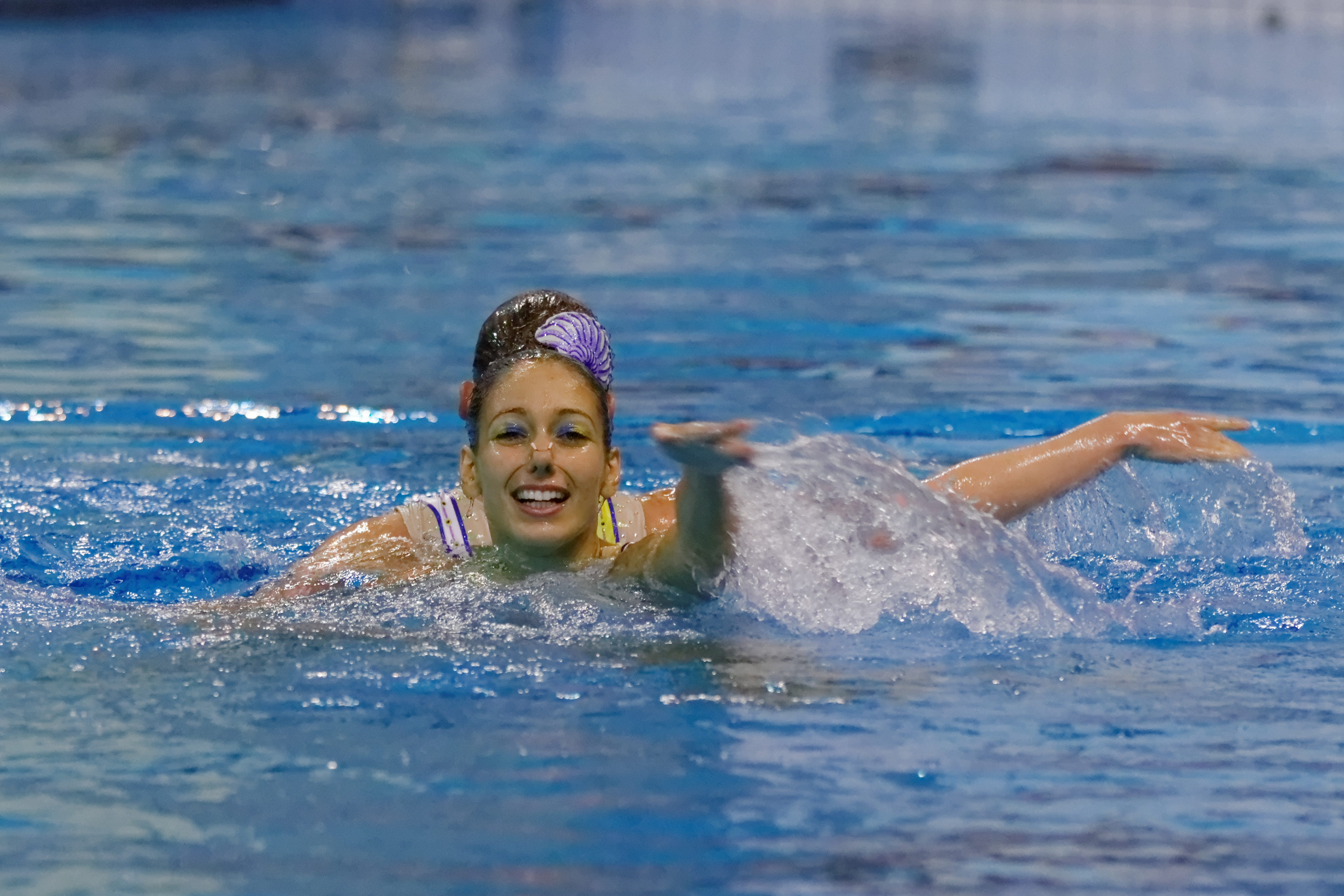
Bianca Hammett im Duett–Finale (Freie Kür) am 15. März 2013 in Montreuil
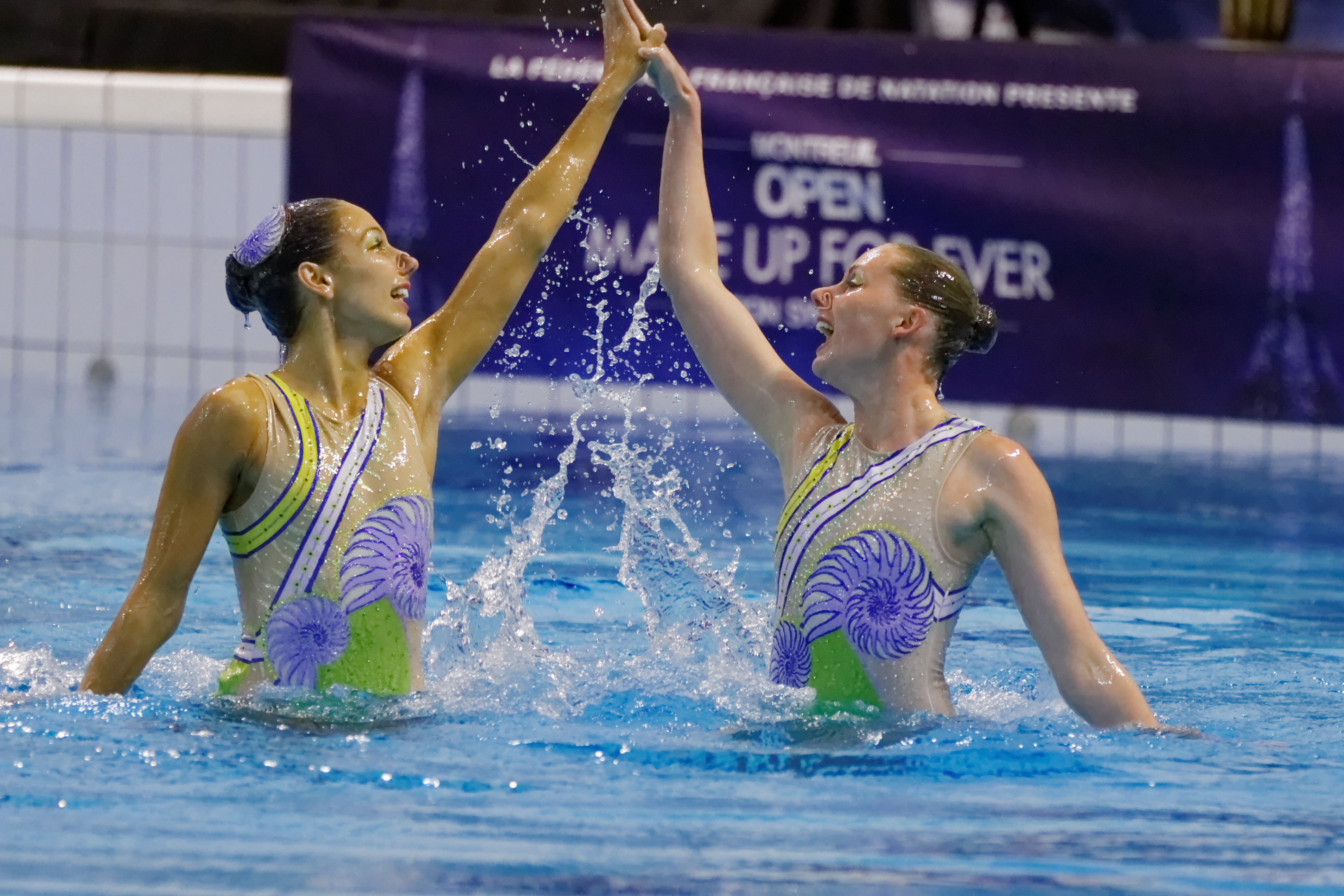
Bianca Hammett im Duett–Finale zusammen mit Olia Burtaev am 15. März 2013